# La Maison de l'horreur
Série
Retour à la maison de l'horreur
(2007)
Pour plus de détails, voir Fiche technique et Distribution.
La Maison de l'horreur ou  La Maison de la colline hantée au Québec et au Nouveau-Brunswick (House on Haunted Hill) est un film américain réalisé par William Malone et sorti en 1999. Il s'agit d'un remake du film La Nuit de tous les mystères réalisé par William Castle et sorti en 1959. Il s'agit du premier film de Dark Castle Entertainment, société initialemet conçue pour produire de nouvelles versions de classiques de l'horreur.
Une suite, Retour à la maison de l'horreur (Return to House on Haunted Hill), est réalisée par Víctor García et sort directement en vidéo en 2007.

## Synopsis
Evelyn Stockard-Price, l’épouse du millionnaire et homme d’affaires Stephen Price, cherche un endroit original où fêter son anniversaire. Son mari va le lui trouver : un hôpital psychiatrique désaffecté dans lequel crimes et tortures étaient pratique courante sous la direction du docteur Richard Vannacutt dans les années 1930. Une fois la soirée arrivée, Evelyn et Stephen retrouvent leurs invités mais quelque chose cloche : ni l’un ni l’autre ne les connaissent, ce ne sont pas les personnes qu’Evelyn a invitées. Les personnes qu’Evelyn et Stephen trouvent à l’hôpital sont :
- Watson Pritchett : le propriétaire de la maison dans laquelle la fête doit se dérouler ;
- Jennifer Jenzen, une directrice de production ;
- Eddie Baker, un ancien joueur de baseball ;
- Melissa Marr, une jeune animatrice ;
- Donald Blackburn, un médecin.

Stephen avoue à Evelyn avoir voulu inviter d'autres personnes, mais ce ne sont pas non plus celles qu'il attendait. Il propose quand même à chacun des participants de recevoir un chèque d'un million de dollars s'ils parviennent à rester vivants jusqu'au lendemain matin.

## Fiche technique
- Titre français : La Maison de l'horreur
- Titre original : House on Haunted Hill
- Titre québécois : La Maison de la colline hantée
- Réalisation : William Malone
- Scénario : Dick Beebe, d'après le scénario de La Nuit de tous les mystères de Robb White
- Musique : Don Davis
- Directeur de la photographie : Rick Bota
- Montage : Anthony Adler
- Distribution : Lora Kennedy
- Création des décors : David F. Klassen
- Direction artistique : Richard F. Mays
- Décorateur de plateau : Lauri Gaffin
- Création des costumes : Ha Nguyen
- Effets spéciaux de maquillage : Howard Berger, Robert Kurtzman, Greg Nicotero
- Effets spéciaux visuels : KNB EFX Group, Bellissimo/Belardinelli Effects, 4 Ward Productions, S.O.T.A. FX, Imagination FX, VisionArt, Modern VideoFilm, The Magic Camera Company
- Producteurs : Gilbert Adler, Michael K. Ross, Joel Silver et Robert Zemeckis
  - Coproducteur : Terry Castle
  - Producteurs exécutifs : Dan Cracchiolo et Steve Richards
  - Producteur associé : Ed Tapia
- Société de production : Dark Castle Entertainment
- Distribution : Warner Bros.
- Budget : 19 000 000 $[1]
- Pays de production :  États-Unis
- Langues originale : anglais
- Genre : Horreur, gore
- Format : Couleur (Technicolor) - 1.37:1 (négatif) - 1.85:1 (Salles) - 35 mm - son DTS, Dolby Digital, SDDS
- Durée : 93 minutes
- Dates de sortie : 
  - États-Unis : 29 octobre 1999
  - France : 26 janvier 2000
- Film interdit aux moins de 12 ans lors de sa sortie en salles en France.

## Distribution
- Geoffrey Rush (VF : Marcel Guido ; VQ : Denis Mercier) : Stephen H. Price
- Famke Janssen (VF : Catherine Hamilty ; VQ : Élise Bertrand) : Evelyn Stockard-Price
- Taye Diggs (VF : Frantz Confiac ; VQ : Pierre Chagnon) : Eddie Baker
- Ali Larter (VF : Nathalie Regnier ; VQ : Anne Bédard) : Sara Wolfe (Jennifer Jenzen)
- Bridgette Wilson (VF : Marjorie Frantz ; VQ : Hélène Mondoux) : Melissa Margaret Marr
- Jeffrey Combs : Dr. Richard Benjamin Vannacutt
- Peter Gallagher (VQ : Luis de Cespedes) : Dr Donald W. Blackburn
- Chris Kattan (VF : Daniel Lafourcade ; VQ : Jacques Lavallée) : Watson Pritchett
- James Marsters : caméraman de Channel 3
- Lisa Loeb : journaliste de Channel 3
- Peter Graves (VF : Jean Négroni) : lui-même
- Janet Tracy Keijser : la fille sur les fils
- Max Perlich (VQ : François L'Écuyer) : Schecter
- Debi Mazar : Jennifer Jenzen (non créditée, scènes coupées)

## Accueil
Le film connait un certain succès commercial, rapportant environ 65 090 000 $ au box-office mondial, dont 40 846 000 $ en Amérique du Nord, pour un budget de 19 000 000 $. En France, il a réalisé 512 765 entrées.
Il reçoit un accueil critique défavorable, recueillant 30 % de critiques positives, avec une note moyenne de 4,5/10 et sur la base de 61 critiques collectées, sur le site agrégateur de critiques Rotten Tomatoes. Sur Metacritic, il obtient un score de 28/100 sur la base de 17 critiques collectées.

## Autour du film
Même si la bande originale ne contient pas Sweet Dreams (Are Made of This) la chanson d'Eurythmics reprise par Marilyn Manson est utilisée à plusieurs moments dans le film : lorsque les personnages sont amenés à la maison et lors du générique de fin.
Il s'agit d'un remake du film La Nuit de tous les mystères réalisé par William Castle en 1959. Dans le film original, l'acteur Vincent Price interprète le rôle du millionnaire Frédérick Loren. Dans le remake, Geoffrey Rush porte le nom de l'acteur : Stephen Price.
Bien qu'ils n'aient partagé aucune scène ensemble, deux acteurs de Buffy contre les vampires apparaissent dans ce film : James Marsters (le caméraman) et Max Perlich (Schecter) qui avaient respectivement joué dans la série Spike et Whistler.

## DVD
Le film a fait l'objet de plusieurs sorties sur le support DVD en France :
- La Maison de l'horreur (DVD-5 Amaray) sorti le 22 novembre 2000 édité par H2F et distribué par Film Office Distribution. Le ratio écran est en 1.85:1 panoramique 16:9. L'audio est en Français 5.1 DTS HD et en Français et Anglais 5.1 Dolby Digital avec sous-titres Français disponibles. En suppléments les bandes annonces de "The Crow 3" et "CUT" en VOST. La durée du film est de 78 minutes. Il s'agit d'une édition Zone 2 Pal[5].

- La Maison de l'horreur (DVD-5 Amaray) sorti le 17 janvier 2002 édité par H2F et distribué par Paramount Home Entertainment France. Le ratio écran est en 1.85:1 panoramique 16:9. L'audio est en Français 5.1 DTS HD et en Français et Anglais 5.1 Dolby Digital avec sous-titres Français disponibles. En suppléments les bandes annonces de "The Crow 3" et "CUT" en VOST. La durée du film est de 78 minutes. Il s'agit d'une édition Zone 2 Pal[6].

- La Maison de l'horreur (DVD-5 Keep Case) sorti le 11 octobre 2007 édité par SND Films et distribué par Aventi Distribution. Le ratio écran est en 1.85:1 panoramique 16:9. L'audio est en Français 5.1 DTS HD et en Français et Anglais 5.1 Dolby Digital avec sous-titres Français disponibles. En suppléments les bandes annonces de "The Crow 3" et "CUT" en VOST, la bande annonce du film en VOST, des notes de production ainsi que les filmographies des acteurs. La durée du film est de 78 minutes. Il s'agit d'une édition Zone 2 Pal[7].